# Xã Cass, Quận Wapello, Iowa
Xã Cass (tiếng Anh: Cass Township) là một xã thuộc quận Wapello, tiểu bang Iowa, Hoa Kỳ. Năm 2010, dân số của xã này là 242 người.